# Eudule trichoptera
Eudule trichoptera là một loài bướm đêm trong họ Geometridae.